# Retablo del Rosario de la Doma
El Retablo del Rosario es un retablo renacentista que se encuentra en la iglesia de la Doma en la población de La Garriga (Barcelona). Está situado en la nave del lado de la Epístola, en el mismo lugar para el cual fue creado. Se desconoce su autoría y su construcción se sitúa entre 1574 y 1586.

## Historia
A finales del siglo XVI, las autoridades eclesiásticas fomentaron las cofradías del Rosario mediante los monjes predicadores de la orden dominicana, donde se había circunscrito hasta aquel momento. El culto a la Virgen del Rosario y al Santísimo Sacramento fomentaban nuevas formas de religiosidad aparecidas con la Contrarreforma.
La nave de la iglesia donde se ubica el retablo era una ampliación realizada en 1561 y el retablo que lo tenía que decorar se alineó con esta corriente. En las actas de las visitas pastorales del 2 de septiembre de 1586 se destaca la actividad de la vida parroquial y el progreso espiritual de la feligresía de la iglesia de la Doma, en La Garriga, materializada en numerosas adquisiciones de orfebrería, talla o pintura, así como reparaciones de material ya existente. Se hizo también un inventario de los altares existentes: "Así mismo visitó todos los altares particulares de dicha iglesia, o sea: el altar de Santa María y el altar de Santa María del Roser y su retablo, nuevamente hecho y pintado, con la imagen de Santa María de bulto, con su hijo bendito, y la imagen de San Antonio y Santa Catalina de bulto; así mismo el altar de San Martín; también el altar de Santiago y el altar de San Roque".
No se han encontrado documentos relativos en el encargo que permitan identificar al autor, un hecho explicable por la destrucción de los archivos parroquiales anteriores al siglo XVII durante la guerra civil. Además, su factura corresponde a una obra de segundo orden y no resulta factible hacer ninguna atribución a artistas destacados y documentados de la época.
El retablo fue restaurado en 1956 bajo el impulso de Josep Maurí, el historiador y notario de La Garriga que consiguió recuperar el estilo original de la iglesia fortificada.

## Descripción
La estructura tiene unas dimensiones de 4,30 m de altura por 2,60 m de anchura. Consta de zócalo, predela, primer piso, ático y un pequeño coronamiento decorativo.
El zócalo está decorado con mármol y sobre él, la predela presenta tres pinturas sobre tabla, en el primer piso hay tres hornacinas con tallas exentas, el ático contiene una tabla central y dos de superficie triangular en los extremos que se adaptan a la forma redondeada del ático siguiendo el diseño semicircular del coronamiento que imita una vieira.
Las calles del retablo están separadas por columnas y pilastras. Las columnas presentan capiteles de orden dórico, con fuste torneado y decorado con estrías y grandes hojas que rodean el fuste. Las pilastras están decoradas con motivos de candelieri y motivos vegetales.
Los pisos se separan mediante un entablamento con cornisas, decorado con elementos renacentistas de copas, guirnaldas, cornucopias, etc. En los puntos donde se entrecruzan los entablamentos y las columnas, las cornisas están decoradas con cabezas de querubines.
Todos los perímetros están ornamentados con lenguaje clásico, perlados, dentados, óvulos, etc. En las enjutas de las hornacinas hay una roseta decorativa y en su interior están acabadas con conchas renacentistas.
Toda la ejecución de la talla estructural es muy correcta y denota una buena información sobre los motivos estilísticos de la época por parte del artesano carpintero. El estado de conservación es muy bueno y no se identifican desperfectos ni inestabilidades estructurales.

### Ático
El ático está formado por tres pinturas: la central, una mesa rectangular que representa un Calvario, una solución tradicional en los retablos desde el gótico; a ambos lados se representa una Anunciación: en la izquierda con el arcángel Gabriel  y  en la parte derecha con María. Se trata de dos tablas en forma triangular rematadas por una doble voluta.
Calvario
La tabla del Calvario presenta una escena de evidente dramatismo, con un cierto regusto del norte de Europa, sin abandonar las influencias del manierismo, cabezas pequeñas, cuerpos de canon muy alargado y manos muy estilizadas. El paisaje del fondo cuenta con una precisión miniaturista, similar a las escenas de la predela.
Aparecen cuatro personajes: Cristo, María, San Juan Bautista y María Magdalena. No se ven, como en otras obras contemporáneas, ningún soldado ni las otras dos Marías, además de la María Magdalena.
Por la composición y postura de los personajes, guarda una gran verosimilitud con el Calvario del Retablo de la capilla del Santísimo (El Milagro), una obra gótico-renacentista de gran calidad que Pere Nunyes había construido el año 1530, cuarenta años antes. 
Entre las similitudes es remarcable la imagen de Cristo que, también podría compararse con un Calvario de Pere de la Rocha por la posición de las piernas, pero en el que la forma del perizonium no coincide. Otro detalle coincidente y con pocas más referencias son los dos dedos de la mano derecha de Cristo que toman la posición de bendecir. Es un gesto inusual que también se encuentra en el Calvario del retablo de Santa Agnès de Malanyanes, obra de Jaume Forner de 1535, actualmente en el Museo Diocesano de Barcelona.
También la situación de la Magdalena, arrodillada al lado y abrazada a la Cruz con las manos es bastante singular. Por ejemplo, se encuentra en el mencionado retablo de Santa Agnès de Malanyanes y en el retablo de San Vicente de la ermita de Borgonyà de Pere Gascó, actualmente en el Museo Episcopal de Vich, si bien en estos dos casos está en el lado derecho de la escena.
Una diferencia compositiva entre el Calvario del "Milagro" y este de la Doma es la incorporación de unas nubes que aportan un mayor dramatismo y situarían la escena en las tres horas de oscuridad que, según la tradición, siguieron a la muerte de Jesús.
Un buen ejemplo de obra similar y, en este caso posterior al Calvario de la Doma, es el del retablo de Pardines, atribuido a Cristóbal Llorens y realizado a comienzo del siglo XVII. Con un estilo más evolucionado debido a la fecha, coincide en la composición y ubicación de los personajes, la ambientación con una ciudad de fondo y situada en la fase de oscuridad de la Crucifixión de Jesús, y la inusual posición de los dedos de las manos en actitud de bendecir.

Otros Calvarios citados
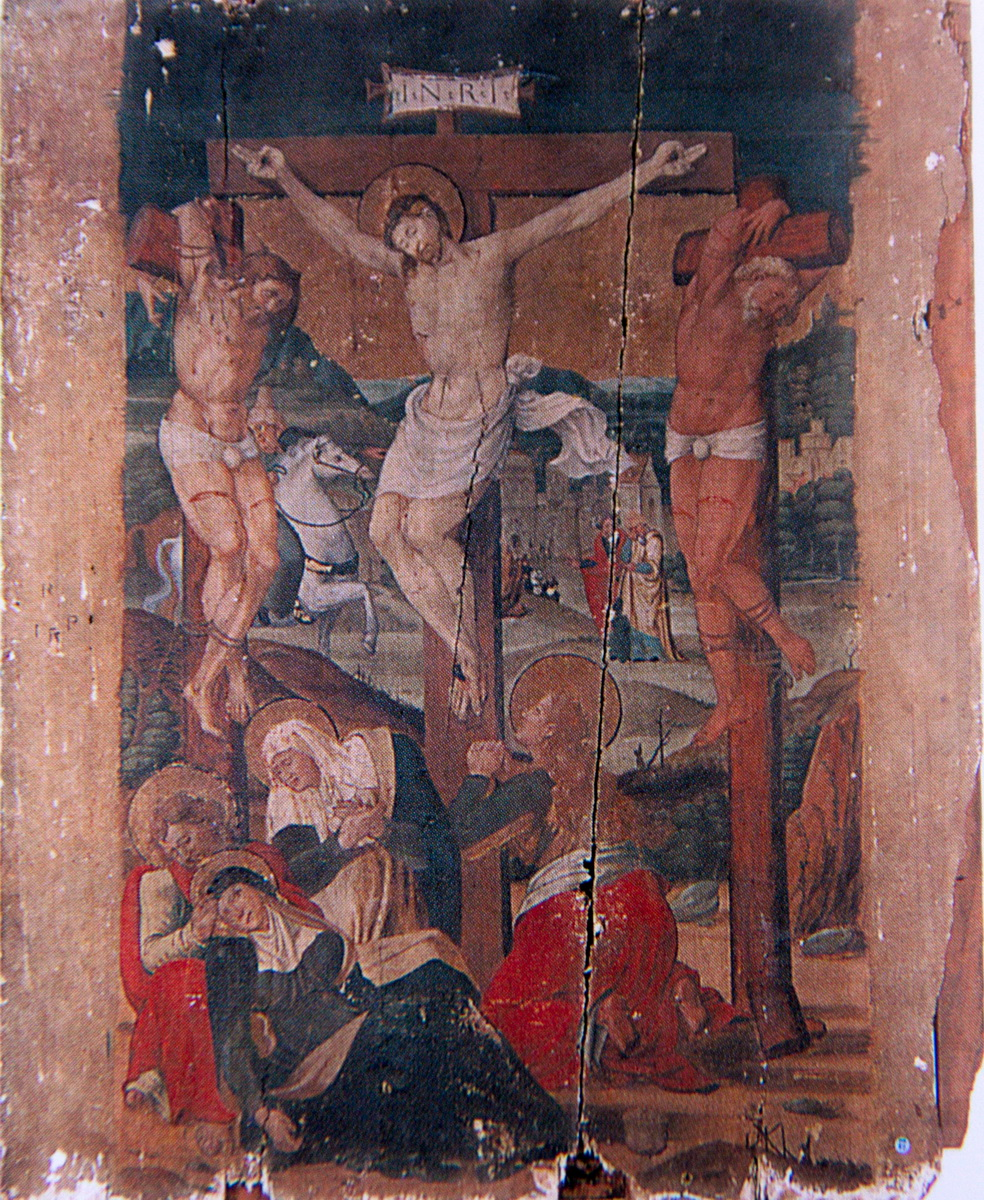
Calvario de Santa Agnès de Malanyanes de Jaume Forner.
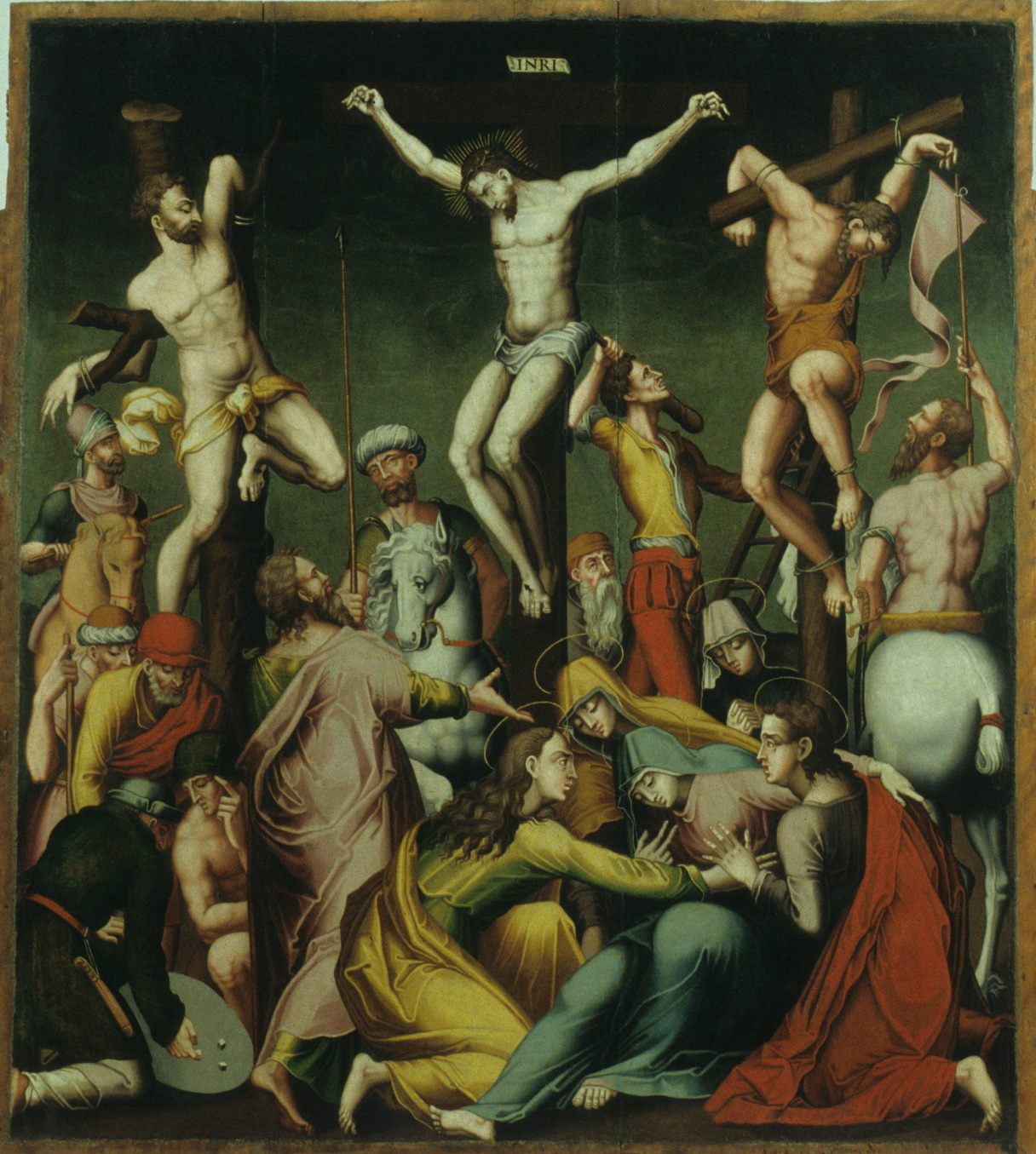
Calvario de Pere de la Rocha.
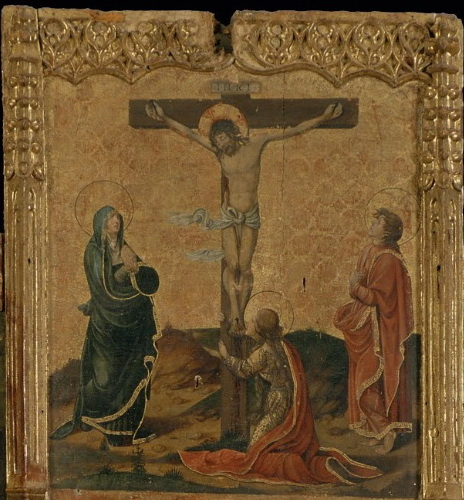
Retablo de San Vicente de la ermita de Borgonyà de Pere Gascó.
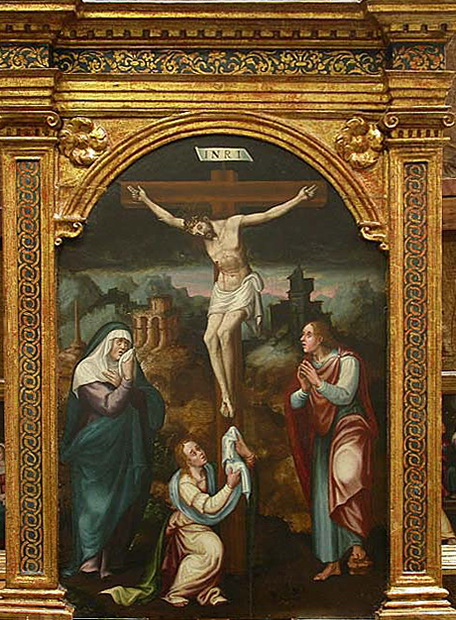
Calvario de Pardines de Cristóbal Llorens

La Anunciación
Las dos tablas laterales con la Anunciación, son imágenes inspiradas en grabados de la época, una práctica habitual entre los artistas que contaban con los dibujos de grabadores como Marcantonio Raimondi, Cornelis Cort o Giulio Clovio cómo si fueran catálogos de referencia sobre la estética y la composición de los hechos religiosos o de la imagen de santos. En octubre de 1580 Pietro Paolo de Montalbergo había hecho una importación masiva de estampas de Cornelis Cort, un hecho que habría facilitado su difusión incluso en lugares alejados de los centros artísticos, La Garriga.
En este caso, el autor hizo una composición a partir de dos láminas diferentes. La figura del arcángel Gabriel está inspirada en el grabado del Anunciación de Cornelis Cort, actualmente conservada en el Fine Artes Museums of San Francisco, que, a la vez, estaba inspirada en un diseño previo de Giulio Clovio. A pesar de que esta lámina es una Anunciación, el autor prefirió tomar como modelo para la Virgen María la imagen procedente de otro grabado. En concreto, la imagen de la tabla de la calle derecha muestra una imagen de María copiada de un grabado de Marcantonio Raimondi, un productor de estampas que idealizaba obras de los grandes maestros, especialmente de Rafael Sanzio.

Comparación con los grabados de Cornelis Cort
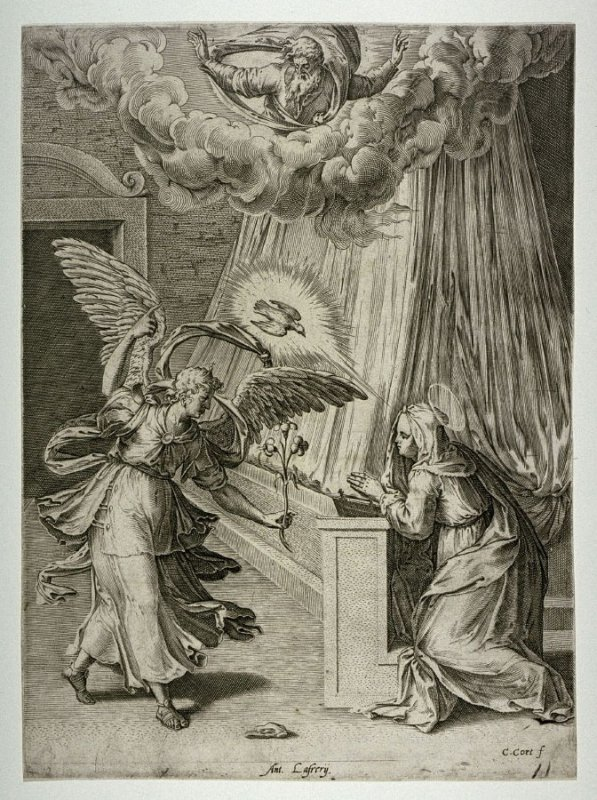
Modelo de arcángel de Cornelis Cort
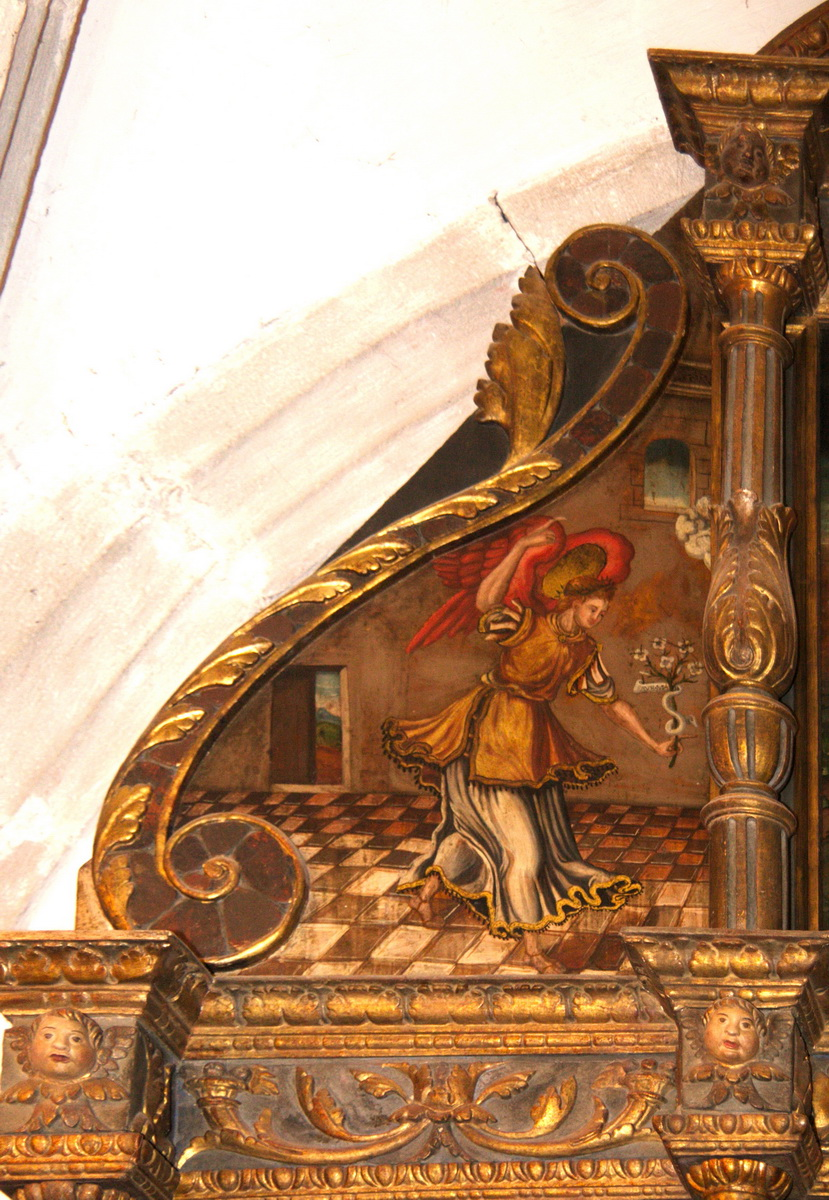
Arcángel del retablo
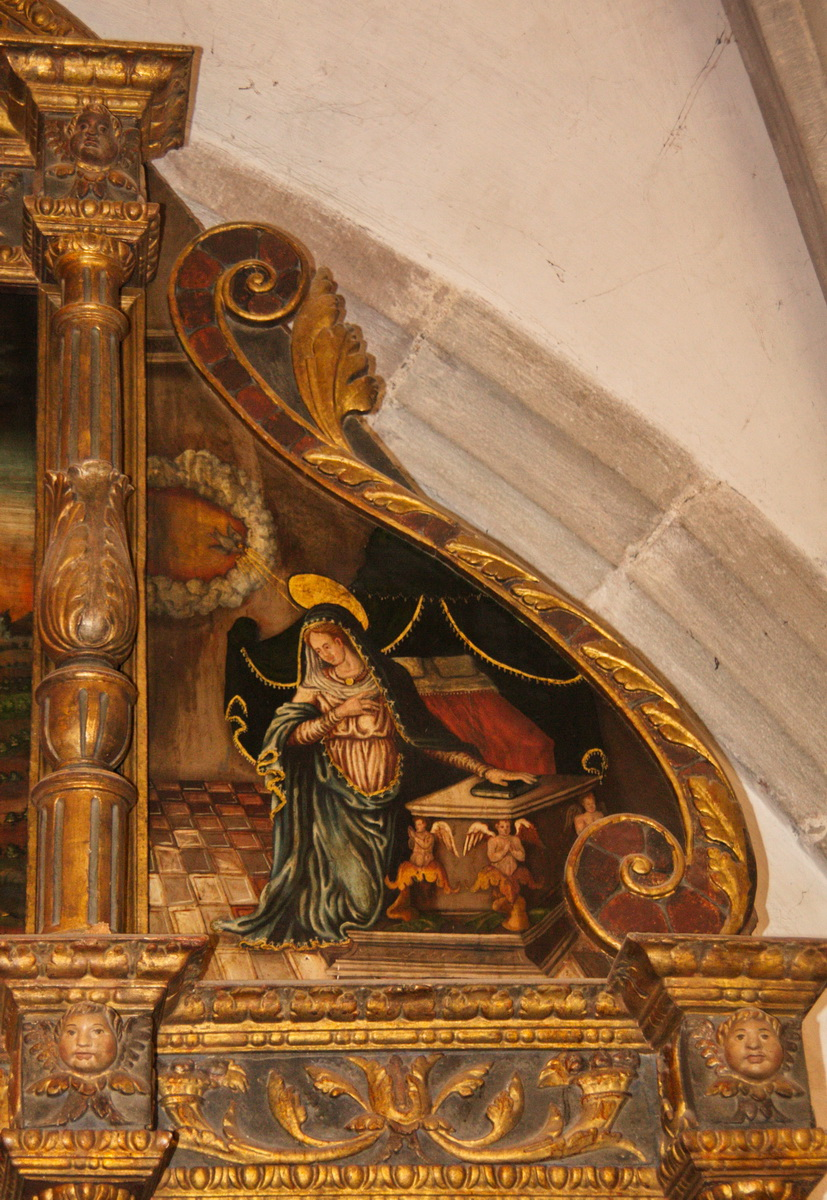
María del retablo
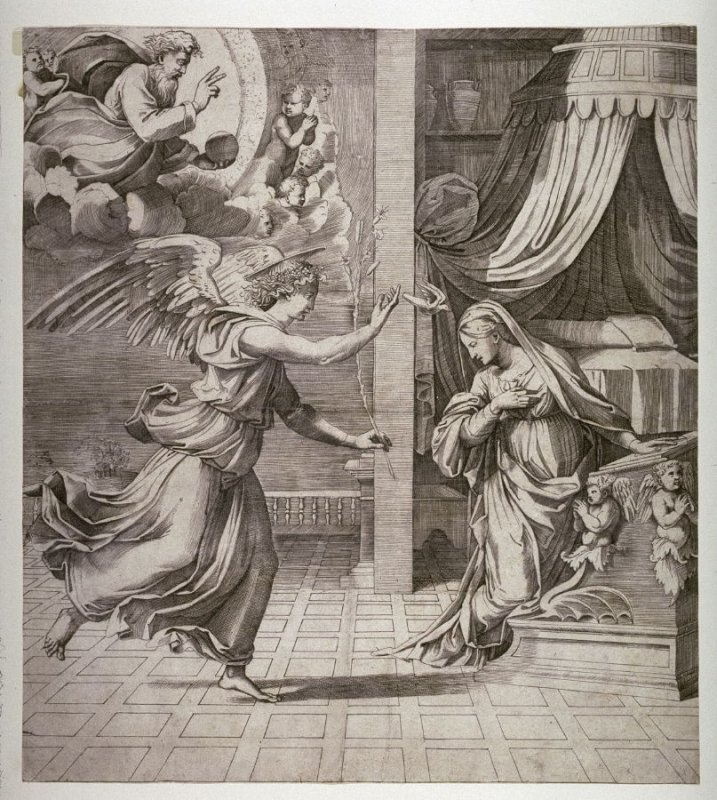
Modelo de María de Cornelis Cort

Obviamente, hay pequeñas diferencias de realización y las adaptaciones que tuvo que hacer para encajar partes de ambas imágenes, como por ejemplo mantener la nube de la escena de Cort compartiéndolo en las dos tablas, pero sin la representación de Dios Padre; también cambia ligeramente la posición de las alas del ángel y la altura de las cortinas de la cama, para adaptarse a la forma triangular de las tablas.

### Piso central
En el piso central no hay pinturas, sino tallas policromadas exentas ubicadas dentro de hornacinas. La central corresponde a la Virgen del Rosario, a quien está dedicado el retablo, y las laterales a San Antonio Abad y Catalina de Alejandría.
La hagiografía de San Antonio Abad lo representa con hábito talar oscuro, manto y su capucha del mismo color, propios de los monjes antonianos que lo consideran su fundador. Sus atributos son un bastón que termina en forma de muleta, una tau griega en el manto y en el hábito a la altura del pecho, un libro en la mano y un cerdito a sus pies, ya que se le considera el patrón de los animales domésticos.
La talla de la derecha muestra la imagen de Catalina de Alejandría, con un libro y una palma de martirio como atributos, pero le falta la espada y la rueda de su sacrificio. Esta carencia se puede deber al bajo conocimiento de la hagiografía de los santos por parte del artista escultor, o una pérdida de este elemento, puesto que en la restauración de 1956 se reconstruyó la mano derecha que la había perdido, tal como se observa en una fotografía de los años 1940.
Estas dos tallas tienen una clara desproporción de sus medidas. Son excesivamente cortas, a pesar de contar con suficiente espacio dentro de las hornacinas. La razón de su presencia en el retablo guarda relación con las representaciones de los mismos santos hechas por el escultor Bertran Felip en los medallones de las claves de bóveda de la nave donde se encuentra el retablo. Esta nave gótica fue el resultado de la ampliación de 1561 que duplicó la superficie de la iglesia. En este caso, la representación de Santa Catalina sí que cuenta con la rueda y la espada que le falta en el retablo.
La hornacina central, más grande que las laterales, aloja la talla de la Virgen del Rosario, coronada, con el Niño y con el rosario a la mano. También aquí las proporciones no son correctas, a pesar de que no tan exageradamente. Hay que destacar unas delicadas facciones en el rostro de la Virgen y del Niño, un poco malogradas por una inadecuada restauración, en fecha desconocida, que desvirtúa los valores del original con unos colores demasiado ficticios.
La imagen de la Virgen del Rosario acostumbra a ser representada rodeada en una orla con grupos de 5 perlas y cada grupo enlazado con el siguiente por una roseta, en alusión a la disposición de los abalorios del rosario. En este caso este conjunto decorativo se encuentra tallado en las pilastras que flanquean la hornacina central y, entre cada roseta se observan 3 grupos de 5 perlas cada cual en representación de los 5 misterios de gozo, gloria y dolor que forman parte de la plegaria del rosario.

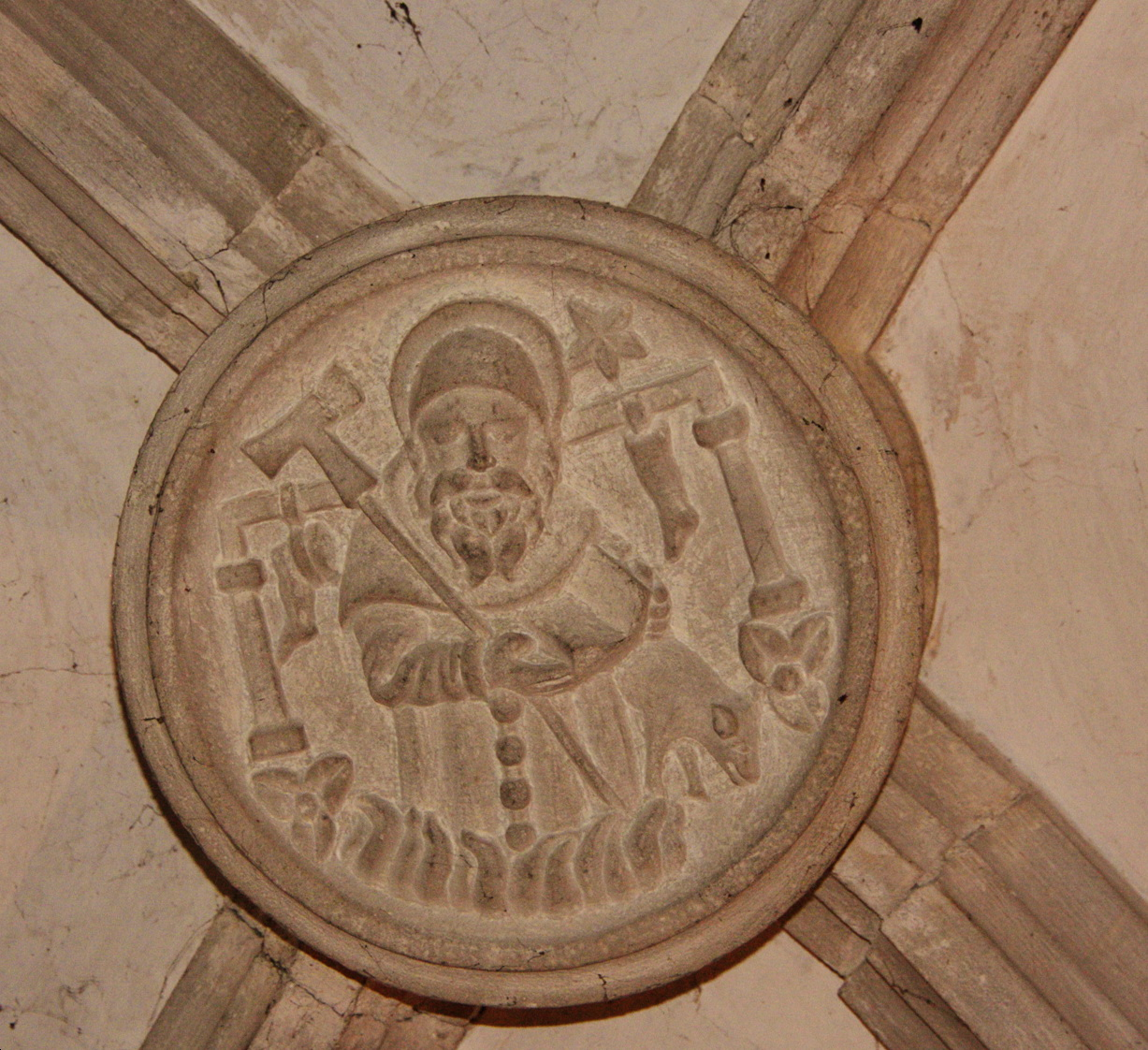
Clave de bóveda con San Antonio.
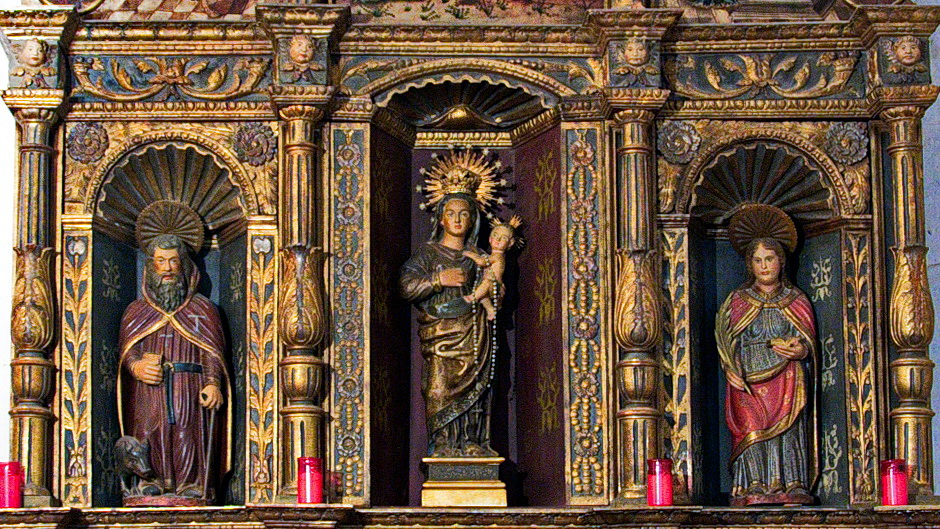
Piso central con las tallas policromadas.
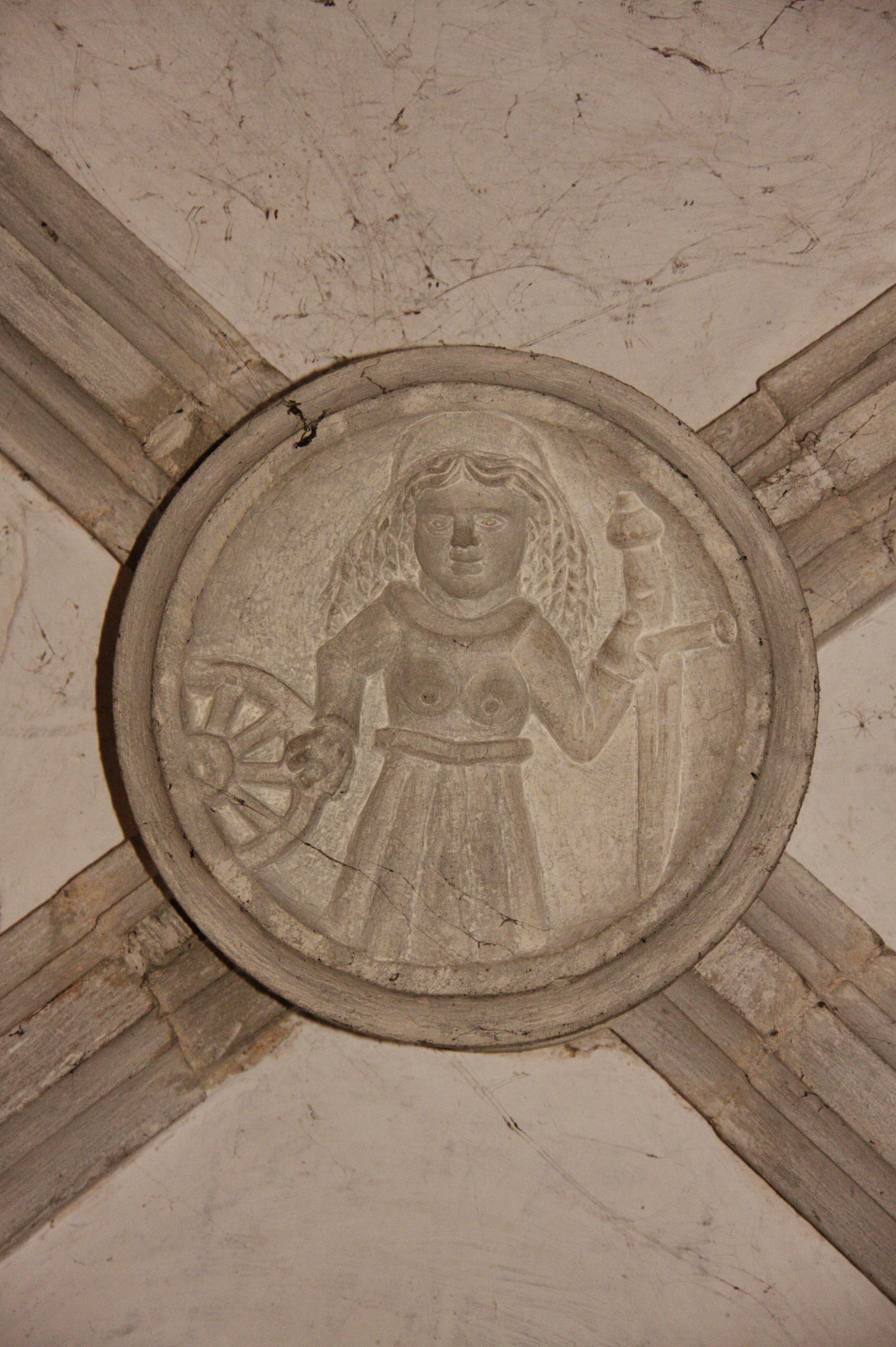
Clave de bóveda con Santa Catalina.

### Predela

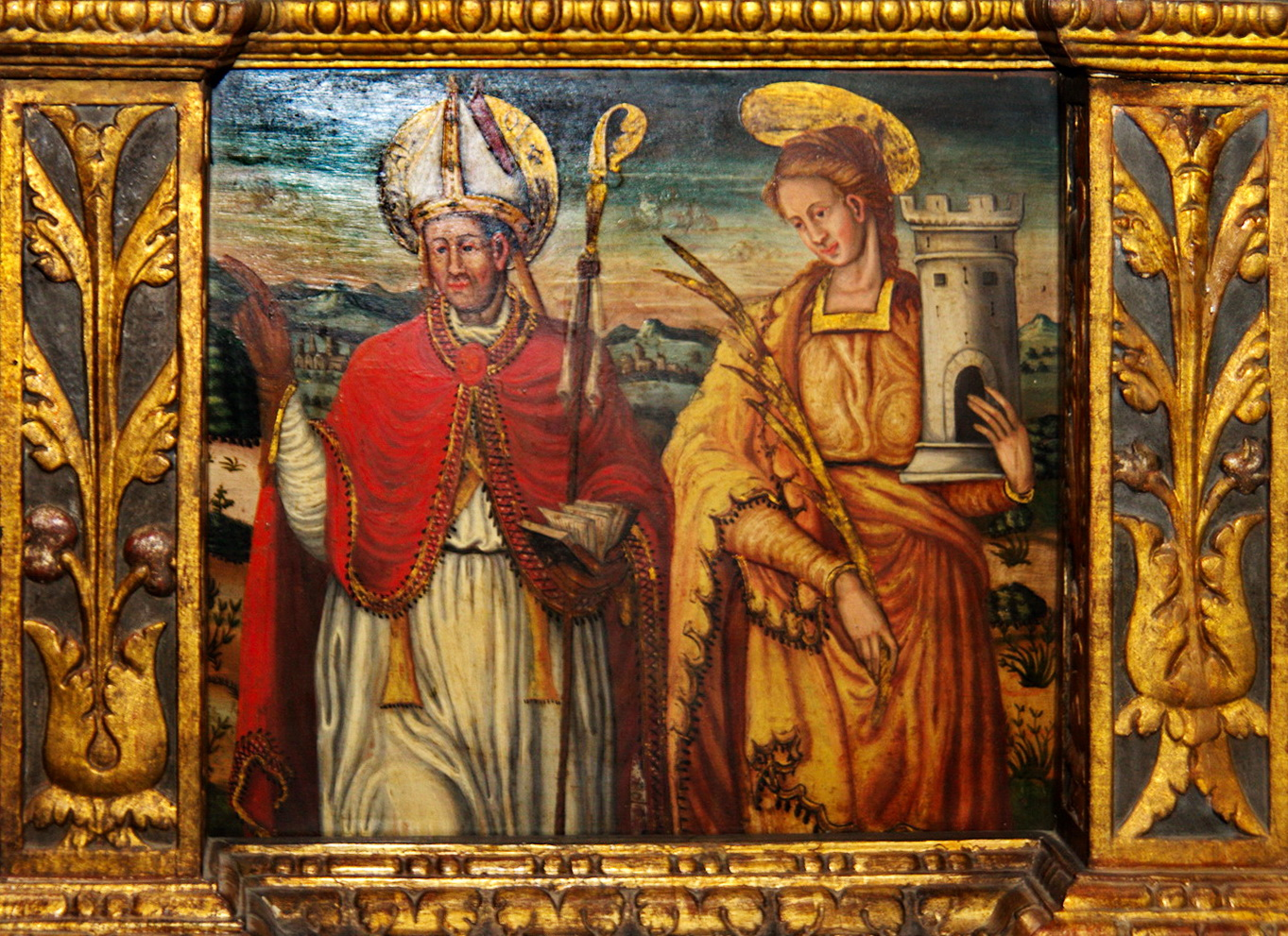
Izquierda: San Eligio y Santa Bárbara

Las tres tablas de la predela están pintadas mediante la técnica de temple y óleo sobre tabla. Están alineadas con las tres calles y la del medio es algo más ancha que las de los laterales.
Las tablas laterales representan santos protectores.
A la izquierda hay una representación de San Eligio vestido de obispo, con capa, mitra y báculo pastoral, acompañado de Santa Bárbara sosteniendo en sus brazos los atributos personales: la torre y la palma del martirio. La figura de San Eloy no muestra los atributos habituales referidos a los metales -forja o joyas-, pero su identificación fue recuperada por Josep Maurí, protector de la iglesia de la Doma, a partir de un texto de 1699. San Eligio está vinculado con los herreros, orfebres, arrieros y veterinarios, unas profesiones muy importantes en la época. Santa Bárbara es la protectora contra las tormentas.
La tabla de la derecha representa los santos médicos gemelos Cosme y Damián. Su historia de curaciones y milagros los hace ser patrones de los médicos. Durante la Edad Media, un periodo con grandes epidemias, su advocación estuvo muy extendida. Un hecho que, en Cataluña, queda recogido en retablos como el Retablo de los santos Abdón y Senén de Jaume Huguet (1460), el que los santos médicos tienen dedicado en la catedral de Barcelona, obra de Miquel Nadal de 1455, o el retablo de San Esteban Protomártir (c.1500) en la misma iglesia de la Doma. Los detalles de las dos figuras recuerdan las de la tabla de Rodrigo de Osona de 1490 que se conserva en el Museo de Bellas Artes de Castellón. Las figuras aparecen vestidas con traje civil de la época y llevan sus atributos habituales: un bote y una bolsa de cuero, el santo de la izquierda, y una caja con compartimentos y una espátula, el santo de la derecha.
Ambas tablas presentan los personajes ataviados de forma elegante, en un espacio abierto y con el perfil de una ciudad al fondo difícil de identificar, detrás.
La tabla central de la predela es una Pietà y está directamente inspirada en la obra escultórica de Miguel Ángel. Esta obra de 1498 había causado un gran impacto en el mundo artístico y, a lo largo de la primera mitad del siglo XVI, hubo una gran difusión de imágenes para usar como modelo.
El artista respeta la composición de los personajes, si bien la calidad de los detalles denota un bajo nivel para la época. Como las otras dos tablas de la predela el fondo representa una ciudad en medio de un paisaje, en este caso, con más elementos como árboles, montañas y un pequeño bosque.